# Varitentacula yantaiensis
Varitentacula yantaiensis is een hydroïdpoliep uit de familie Halicreatidae. De poliep komt uit het geslacht Varitentacula. Varitentacula yantaiensis werd in 1980 voor het eerst wetenschappelijk beschreven door He Zhen Wu. 